# Маллон, Мэри
Мэ́ри Малло́н (англ. Mary Mallon; 23 сентября 1869, Кукстаун, Тирон — 11 ноября 1938, Норт-Бротер), также известная как Тифо́зная Мэ́ри (англ. Typhoid Mary), — первый человек в США, признанный бессимптомным носителем брюшного тифа. За время её работы поваром от неё заразились минимум 53 человека, трое из заболевших умерли. Получила известность из-за своего категорического отрицания наличия заболевания и отказа от прекращения работы в пищевой индустрии. Мэри дважды насильственно отправлялась в карантин государством, второй карантин был пожизненным. Предположительно, Мэри Маллон родилась с болезнью, так как её мать болела брюшным тифом во время беременности.

## Биография

### Ранние годы
Мэри Маллон родилась в 1869 году в ирландском графстве Тирон и эмигрировала оттуда в Соединённые Штаты Америки в 1884 году, в 15 лет. В Штатах она поначалу жила со своими дядей и тётей, но затем начала работать кухаркой в богатых семьях.
По воспоминаниям современников, в 1907 году, когда её уже обнаружили как носителя тифа, Маллон была женщиной в самом расцвете сил. Около 170 см ростом, она была блондинкой с яркими голубыми глазами, волевым лицом и атлетической фигурой.

### Карьера повара
Мэри Маллон работала поваром в штате Нью-Йорк с 1900 по 1907 года, в разные периоды побывав в восьми семьях, в семи из которых произошли массовые заражения тифом. Во время её двухнедельной работы в городе Мамаронек (англ. Mamaroneck) в 1900 году появились больные брюшным тифом. Затем Мэри переехала в Манхэттен, и в 1901 году у членов семьи, которую она обслуживала, открылись характерные лихорадка и диарея, а работавшая в той же семье прачка умерла. Маллон перешла в семью местного адвоката, в которой вскоре заразились семь из восьми членов семьи. Мэри провела несколько месяцев, ухаживая за больными, но её помощь лишь способствовала дальнейшему распространению заболевания. В 1904 году Мэри поступила на работу в семью адвоката Генри Джилси. Её наняли 1 июня, а уже 8-го числа прачка в том же домохозяйстве заболела тифом. Поскольку слуги жили отдельно, никто из семьи Генри не пострадал, но четверо из семи слуг, деливших общий дом, слегли с тифом. Исследовавший вспышку инфекции доктор Роберт Уилсон решил, что разносчиком инфекции была сама прачка, хотя доказать свою версию не смог. После появления первых больных Мэри переехала в Таксидо-Парк (англ. Tuxedo Park), где поступила на работу кухаркой в семью Джорджа Кесслера. Уже спустя две недели прачка в семье Кесслеров заболела тифом и была доставлена в больницу Патерсона, где стала первым пациентом с тифом за долгое время.
С лета 1906 года она стала работать поваром для семьи богатого нью-йоркского банкира Чарльза Генри Уоррена. Уоррены арендовали у Джорджа Томпсона дом на Лонг-Айленде, и Мэри переехала туда с ними; 27 августа у одной из дочерей Уоррена началась лихорадка, к 3 сентября шестеро из 11 домочадцев слегли с брюшным тифом. Понимая, что репутация разносчика болезни не позволит особняку сдаваться, владелец Джордж Томпсон нанял несколько независимых экспертов, чтобы обнаружить источник инфекции. В течение двух недель они досконально исследовали водопроводную и канализационную системы дома, образцы забирались со всех сочленений труб, кранов, насосов, но ни в одной из проб воды не было обнаружено бацилл тифа. Тифозные бактерии умирают при термической обработке, но не вся еда подвергается таковой, а у Мэри одним из самых востребованных авторских блюд было персиковое мороженое. После появления первых заболевших в семье Уоррена женщина перешла на новое место работы.
С конца 1906 года Мэри Маллон стала работать в обеспеченной семье Уолтера Бовена, проживавшей на Парк-авеню. Уже 23 января 1907 года тифом заболела горничная Бовенов, а затем — дочь Уолтера, которая вскоре умерла. Именно этот случай позволил выявить Мэри как распространителя инфекции: семья Чарльза Генри Уоррена ещё в конце 1906 года обратилась к исследователю брюшного тифа Джорджу Соперу. Сопер вычислил Мэри по «горячим следам», когда умерла дочь Бовена. Первая встреча Сопера с Маллон произошла на кухне особняка Бовенов. Детектив сказал, что Мэри заражает людей тифом, и предложил ей сдать анализы, чтобы подтвердить диагноз. Хотя Сопер, по его собственным словам, старался вести себя максимально дипломатично, в конце разговора Мэри схватила вилку для разделки мяса и угрожающе двинулась на Сопера, после чего он поспешно ретировался. Сопер вычислил любовника Мэри и договорился с ним, устроив встречу в их комнате на Третьей Авеню, он привёл с собой доктора Рэймонда Хублера, в будущем — главу детской больницы в Детройте. Мэри была в ярости от неожиданной встречи, и Сопер вновь получил отказ: Мэри говорила, что тиф и так бушует повсюду, а сама она абсолютно здорова, симптомов никогда не имела и не позволит себя ни в чём обвинить. Вероятно, Сопер был недостаточно тактичен: в то время в США об ирландских эмигрантах ходили англофобские стереотипы, что они, будучи жителями трущоб, являются разносчиками болезней. В то же время сам факт того, что переносчиком болезни может быть здоровый человек, не был известен, и это считалось невозможным. Позднее, в мемуарах и статьях, он свысока отзывался о Маллон, допуская не относящиеся к медицинской стороне дела ремарки о её характере, внешности и манерах, однако и сам признавал, что провёл первую встречу неудачно и не донёс до Мэри опасности её положения и своего желания помочь.

### Первый карантин

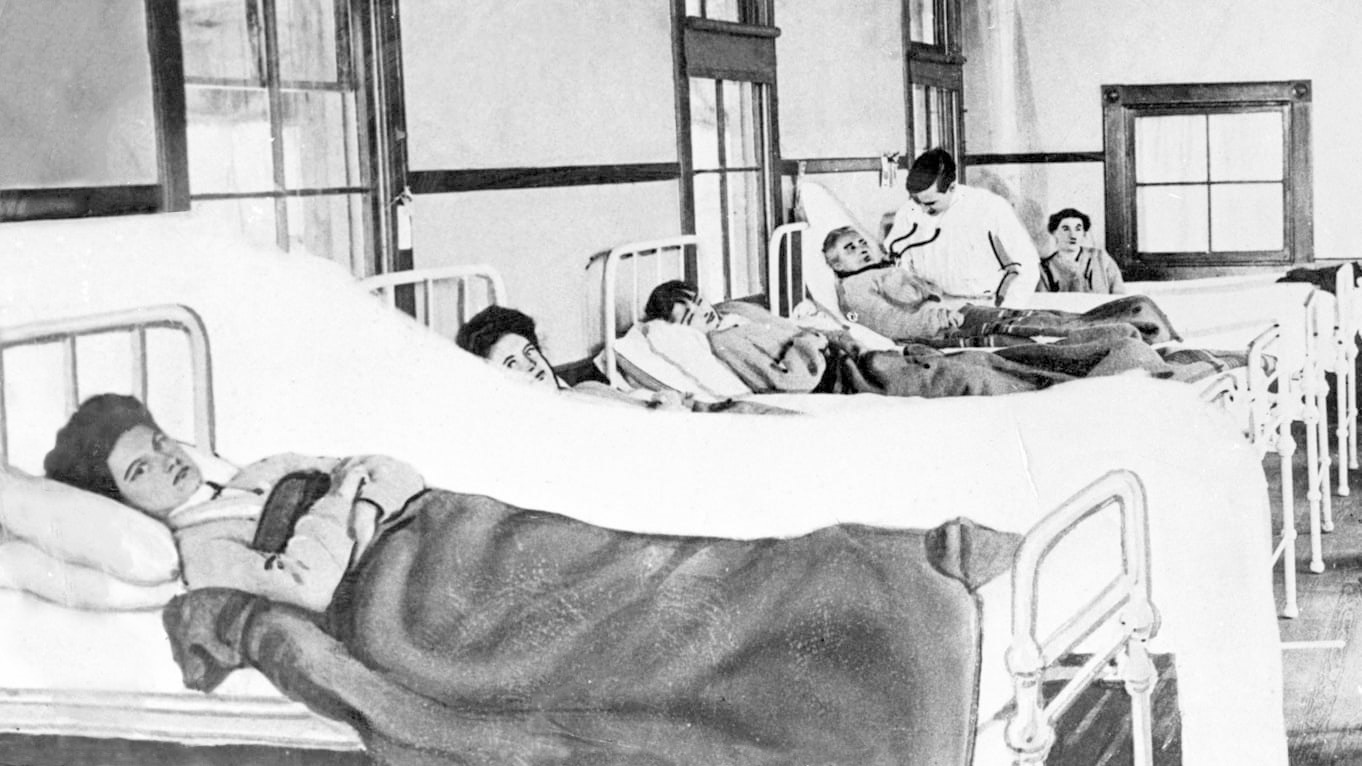
Негодующая Мэри Маллон (на левой кровати) в госпитале, во время своего первого карантина на острове Норт Браузер

Потерпев неудачу в переговорах с Мэри, Сопер обратился в Департамент здравоохранения Нью-Йорка, в своём докладе сообщив, что Маллон представляет собой огромную угрозу для общества и является «ходячей пробиркой для размножения бацилл», при неудачном стечении обстоятельств способна вызвать эпидемию. В Департаменте приняли во внимание его слова и отправили беседовать с Мэри доктора Сару Жозефину Бейкер. К тому моменту Мэри была убеждена, что её преследуют, хотя она не сделала ничего плохого. Она также призналась, что не очень хорошо соблюдала гигиену, заявив, что не понимает цели мытья рук. Такое поведение не было удивительным в то время: микробная теория болезней, выдвинутая акушером-гинекологом доктором Игнацем Земмельвейсом в 1860-х годах и хирургом доктором Джозефом Листером в 1880-х годах, все ещё не была полностью принята широкой общественностью, особенно малообразованными людьми. Спустя несколько дней Бейкер с полицией пришла к Мэри на работу. Увидев полицейских, женщина убежала, позже её обнаружили спрятавшейся в шкафу. Поездку в карете скорой помощи Бейкер вспоминала как «дикую», поскольку Мэри вела себя «как разъярённая кошка в клетке», и в какой-то момент врачу даже пришлось сесть на пациентку.
Полицейские доставили Маллон в инфекционную больницу Паркера (англ. Willard Parker Hospital), где ремнями привязали к койке и взяли образцы крови для анализов. В походах в уборную ей также было отказано, с помощью медицинского судна были получены образцы кала и мочи. Отвязать пациентку разрешили только через несколько дней, но постоянный забор анализов продолжался ещё 4 недели. Затем ей начали давать экспериментальные лекарства.
Весь август и начало сентября 1907 года в анализах Маллон не было обнаружено бацилл тифа, однако уже 11 сентября они снова появились, хотя пациентка оставалась совершенно здоровой. Мэри было предложено удалить желчный пузырь, но она отказалась: в те годы подобная операция была достаточно рискованной, от неё нередко умирали. Ссылаясь на разделы 1169 и 1170 законодательства штата, 19 марта 1907 года Мэри отправили на трёхлетний карантин в больницу, расположенную на острове Норт-Бразер. При этом не все медики считали карантин обязательным, лишение свободы Маллон казалось слишком суровой мерой (например, бактериолог Иосиф Мильтон и Чарльз Чепин (англ. Charles V. Chapin)). Возражая настаивавшему на изоляции Соперу, Мильтон и Чепин утверждали, что носителя инфекции надо лишь научить жить с ней, соблюдая меры предосторожности и не создавая угрозы другим людям.
Мэри так и не поверила, что распространяет тиф. Немалую роль в этом сыграло и то, что четверть из взятых 163 анализов кала (с марта 1907 по июнь 1909) были отрицательными. Через того любовника, в чьём доме её вычислил Сопер, Маллон передавала образцы кала в независимую лабораторию в Нью-Йорке, и ни в одном из анализов не были выявлены бациллы тифа. В письме от 1909 года Мэри жаловалась на отношение к себе как к «подопытному кролику» и рассказывала, что ей выписывают тяжёлое экспериментальное «лечение»: уротропин трёхмесячными курсами, которые грозили отказом почек, и повышающиеся дозы гексаметиленимина. Хотя у неё трижды в неделю брали анализы, за полгода ни разу не позволили посетить офтальмолога при том, что от нервного срыва при аресте у женщины парализовало левое веко и ей приходилось опускать его руками, а на ночь завязывать платком.
В период первого карантина Маллон один раз посетил Сопер и предложил написать о ней книгу, пообещав отдать ей часть авторских отчислений. Мэри категорически отказалась и заперлась в уборной, пока он не ушёл. Спустя два года и 11 месяцев её лечащий врач пришёл к выводу, что Маллон можно освободить из карантина при условии, что она никогда не пойдёт работать поваром и будет принимать все разумные меры для предотвращения передачи инфекции. Мэри приняла эти условия, дав присягу 19 февраля 1910 года, была освобождена и вернулась на материк.

### Второй карантин

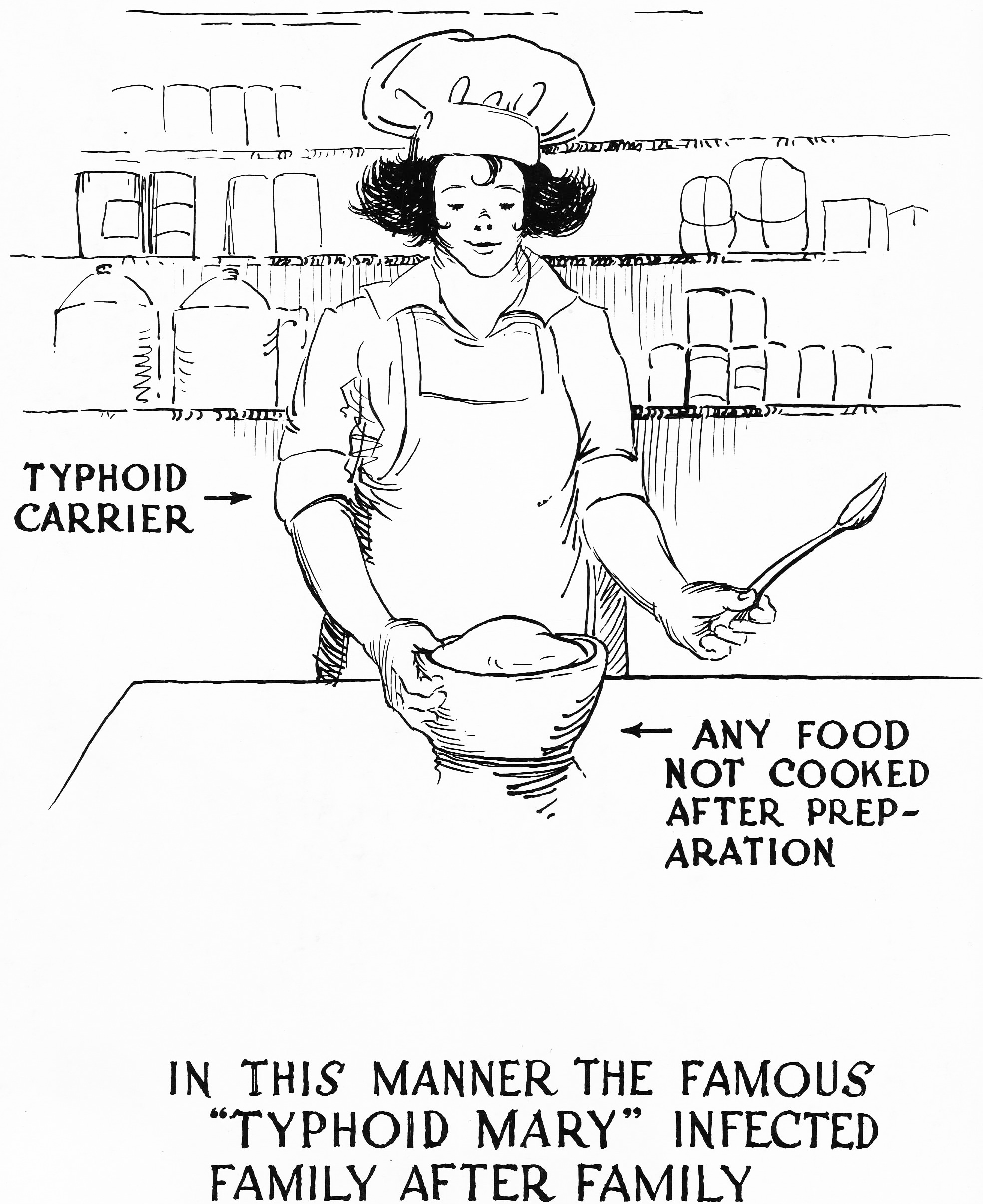
Постер о заражении еды: «Так Тифозная Мэри заражала семью за семьёй»

После освобождения из первого карантина под фамилией Бресхоф Мэри пыталась работать прачкой и даже некоторое время управляла небольшим пансионом. Но эти заработки были значительно ниже, чем при работе поваром. Вскоре Маллон повредила руку, рана инфицировалась, болезнь затянулась и женщина несколько месяцев не могла работать. Не имея собственного жилья, Мэри испытывала острую нужду. Через некоторое время она под псевдонимом Мэри Браун вновь стала готовить. Агентства, через которые кухарки устраивались на работу в обеспеченные семьи, больше не сотрудничали с ней, поэтому она перешла в более массовый сектор: за пять лет она поработала на кухне нескольких гостиниц, в ресторане на Бродвее и даже в санатории в Нью-Джерси. Вспышки тифа случались, но связать их с Мэри не удавалось. Обнаружить Маллон смогли лишь в 1915 году, когда она работала в женской больнице Слоун (англ. Sloane Hospital for Women). Главный врач больницы Эдвард Крэгин лично позвонил и вызвал Сопера помочь с расследованием вспышки тифа — более 20 человек заболели, один из них умер. Сопер опознал Мэри по описанию работников больницы и узнал её почерк в предъявленных письмах. Мэри арестовали на кухне её друга в Уэстчестере, 27 марта 1915 года её отправили на второй, теперь уже пожизненный, карантин на Норт-Бразер.
О жизни Маллон в период второго карантина известно немногое. В 1918 году Мэри разрешили однодневные поездки на материк и дали работу санитарки. В том же году власти Нью-Йорка стали предоставлять выявленным бессимптомным носителям тифа субсидии и помощь в трудоустройстве вне пищевого сектора. В 1925 году в больницу на Норт-Бразер приехала проходить интернатуру доктор Александра Плавска. На втором этаже местной часовни она организовала лабораторию и наняла Мэри лаборанткой. Маллон не только мыла пробирки, но и вела учётные записи, готовила образцы для патологоанатомов.

### Смерть
В 1932 году Мэри перенесла инсульт, от которого не смогла оправиться и осталась наполовину парализована. 11 ноября 1938 года в возрасте 69 лет она скончалась от пневмонии. Тело кремировали, прах похоронили на кладбище Святого Раймонда в Бронксе. На церемонии присутствовали 9 человек. Согласно некоторым источникам, в том числе статье Джорджа Сопера, вскрытия не проводилось и информация о посмертном подтверждении очага сальмонеллы в желчном пузыре является лишь городской легендой.

## Этика и легальность
Случай с Мэри Маллон стал первым, когда бессимптомного носителя заболевания вычислили и насильно изолировали от общества. Этическая и юридическая дилемма, возникшая в этом случае, до сих пор не имеет однозначного ответа. Права и свобода личности, которые являются главной ценностью в американской культуре, были нарушены ради сохранения здоровья других людей. Мэри дважды арестовывали и продержали в изоляции 26 лет. Медицина в начале XX века не была способна предложить Мэри стопроцентно правильного решения ситуации. Современные исследователи уверены, что предложенная ей операция по удалению желчного пузыря не повлияла бы на распространение бацилл тифа, так как очаги могли находиться и в кишечнике. Современных антибиотиков, которые могли бы удалить очаг сальмонеллы без хирургического вмешательства, тогда ещё не существовало. В 2013 учёные из Стэнфорда опубликовали исследование, в котором доказали, что бактерии тифа могли жить в макрофагах Маллон, а очаги находились в лимфоузлах кишечника и селезёнки.
В 1909 году Мэри попыталась судиться с министерством здравоохранения, обвинив власти в незаконном лишении свободы. Адвокат Маллон обращал внимание на то, что все аресты были проведены без ордеров и соблюдения юридических процедур, а к самой Мэри относились так же, как к убийцам, хотя она ни разу в жизни никому не причинила вреда. Дело дошло до Верховного суда (англ. New York Supreme Court), который не удовлетворил иск Маллон, сославшись на необходимость защищать здоровье общества.
Пресса создала крайне негативный образ Маллон, акцент делался на её низком социальном положении и иммигрантском статусе. Часто в незавидной судьбе Мэри обвиняли вовсе не инфекцию, а саму Маллон. После 1915 года женщину демонизировали и обвиняли в умышленном заражении людей более высокого достатка. Её возвращение к работе поваром тоже воспринимали как злой умысел, однако причина была в другом — для Мэри кулинария была тем, что она умела делать лучше всего, поэтому именно её она рассматривала как средство стабильного дохода. Сама Мэри до конца жизни была убеждена в отсутствии своей вины во вспышках заболевания. Как и многие её современники, она знала, что тиф легко распространяется через загрязнённые источники воды и продукты. Только за 1906 год в Нью-Йорке было зафиксировано 3467 случаев заболевания, 639 человек умерло. Даже вычисливший её Джордж Сопер поначалу сомневался, могла ли кухарка переносить заболевания, ведь пища, приготовленная ею, проходила термическую обработку. Концепция бессимптомного носителя была неясна даже многим медикам того времени. Поэтому Мэри до конца жизни была убеждена, что стала жертвой государственного и полицейского произвола, и очень страдала от одиночества. Социальная стигматизация, которой подверглась женщина, усугублялась тем, что многие годы её вынуждали участвовать в тестах и экспериментах, и при этом ни разу не разъяснили причин и особенностей её состояния.

## Влияние и похожие случаи
В 1910 году, когда Маллон отпустили после первого карантина, в Чикаго была выявлена ещё одна носительница тифа — 56-летняя Дженни Бармор, хозяйка небольшого пансиона. По решению суда её приговорили к домашнему аресту до конца жизни. При этом известно о как минимум одном мужчине-носителе, который работал строителем и стал причиной заражения минимум 87 человек и трёх умерших, неоднократно нарушал предписания суда, переезжал без уведомления полиции, и при этом не был помещён в карантин. В 1923 году у сотрудницы кулинарии в Солт-Лейк-Сити обнаружили тиф, а она продолжила работу на кухне, в итоге заразив 188 человек, из которых умерло 13. При этом в документах даже не сохранилось её имени. На момент смерти Мэри Маллон в США были обнаружены, по разным данным, от 237 до 400 бессимптомных носителей тифа. Доктор Джозефина Бейкер говорила, что «Мэри сослужила огромную службу человечеству и помогла властям и медикам научиться контролировать носителей тифа, однако её жизнь и свободу пришлось принести в жертву ради общего блага». К 1929 году протокол работы с бессимптомными носителями тифа уже не подразумевал принудительного карантина в случае, если носитель инфекции сотрудничал с властями и добросовестно выполнял меры предосторожности.
В США в XX веке были и другие знаменитые здоровые носители тифа: итальянский иммигрант Тони Лабелла (англ. Tony Labella), вызвавший около сотни заболеваний и пять смертей; адирондакский экскурсовод, прозванный Тифозным Джоном, заразивший 36 человек, из которых умерли двое; и Альфонс Котильс (англ. Alphonse Cotils), владелец ресторана и пекарен, который работал с едой и также заразил множество людей. Никто из них не был приговорён к пожизненному карантину, как Маллон. В Великобритании в период с 1907 по 1992 год в больнице Лонг-Гроув (англ. Long Grove Hospital) в Эпсоме находились на карантине 43 женщины, здоровые носители тифа, некоторые из них прожили в изоляции свыше 40 лет.
В английском языке словосочетанием «Тифозная Мэри» называют носителей опасных заболеваний, которые представляют опасность для населения из-за отказа принять соответствующие меры предосторожности.